# Phạm Tiến Dũng (nghệ sĩ)
Phạm Tiến Dũng (tên khai sinh là Nguyễn Cảnh Dũng, tên thường gọi là Tiến Dũng) sinh năm 1959, quê xã Hùng Sơn, huyện Anh Sơn, tỉnh Nghệ An, là ca sĩ, nhạc sĩ sáng tác Việt Nam, được phong tặng Nghệ sĩ ưu tú năm 1997, Nghệ sĩ nhân dân năm 2015; là hội viên Hội Nhạc sĩ Việt Nam.

## Sự nghiệp
Sau khi tốt nghiệp cấp 3, Phạm Tiến Dũng được tuyển dụng vào ngành địa chất. Năm 1979, khi đang học thì Đoàn Dân ca Nghệ Tĩnh có đợt tuyển sinh khu vực và anh đã trúng tuyển.
Năm 1982, Phạm Tiến Dũng được cử đi dự Hội diễn Sân khấu kịch hát toàn quốc tại Quy Nhơn (Bình Định) và đã giành được Huy chương Vàng. Cũng trong năm 1982, anh được cử đi học lớp thanh nhạc tại Trường Trung học Văn hóa nghệ thuật Nghệ Tĩnh. Học xong, anh được giữ lại làm giảng viên của Trường này.
Năm 1988, khi đang giảng dạy tại Trường Trung học Văn hóa nghệ thuật Nghệ Tĩnh, Phạm Tiến Dũng được cử đi Hội diễn Ca Múa Nhạc toàn quốc cùng Đoàn Ca múa Nghệ Tĩnh. Anh tham gia thi dòng nhạc dân gian và đã giành giải Nhì với 2 ca khúc: Đi trong hương tràm và Đi tìm câu hát lý thương nhau.
Năm 1989, Phạm Tiến Dũng về Đoàn Ca Múa Nhạc Nghệ Tĩnh làm Đội trưởng Đội Ca. Sau khi tách tỉnh, anh công tác tại Đoàn Ca Múa kịch Nghệ An. Năm 1993, anh được bổ nhiệm làm Phó đoàn. Năm 1995 anh đi học tại Trường Đại học Văn hóa Hà Nội. Năm 1997, anh được bổ nhiệm làm Trưởng Đoàn Ca Múa kịch Nghệ An.
Năm 2009,  Phạm Tiến Dũng được bổ nhiệm làm Phó Giám đốc Sở Văn hóa và Thể thao Nghệ An. Năm 2019, anh nghỉ hưu theo chế độ.
Một trong những đóng góp quan trọng khác của Phạm Tiến Dũng là anh đã góp phần cùng bạn bè, đồng nghiệp đưa Ví, Giặm Nghệ Tĩnh trở thành di sản văn hóa phi vật thể đại diện của nhân loại.

## Sáng tác
Các tác phẩm chính: 
- Ép duyên (1992)
- Nơi các anh để lại (1994)
- Hết giận rồi thương (1995)
- Nét mới bản làng; Tâm sự cô gái bản (1996)
- Hương sắc sông Lam (1999)
- Cảm xúc từ câu hò điệu ví (2002)
- Trở về xứ Nghệ (2004)
- Yêu lắm quê mình (2005)
- Nếu anh (2006)
- Hát trọn về anh (2007)
- Tìm về câu ví giặm (2012)
- Sông Lam tình mẹ (2016)
- Về với quê mình (2023)...

## Đêm nhạc
Năm 2018, Phạm Tiến Dũng đánh dấu hành trình 40 năm ca hát bằng đêm nhạc "Tìm về miền Ví, Giặm".

## Giải thưởng
- Giải Vàng cuộc thi Tiếng hát sân khấu tại Nghĩa Bình (1982)
- Huy chương vàng hội diễn tại Lai Châu (1994)
- Giải Vàng tại Hội diễn Ca múa nhạc Toàn quốc (1992)
- 2 huy chương Vàng Hội diễn Ca múa nhạc toàn quốc tại Hải Phòng (1995);
- Giải Vàng tại Đà Nẵng (song ca cùng NSƯT Ngọc Hà) (1999)
- Giải thưởng Văn học nghệ thuật Hồ Xuân Hương (2015)
- Giải nhì Cuộc vận động sáng tác ca khúc Nghệ An (2012)
- Giải Nhất Cuộc vận động sáng tác ca khúc về ngành Kế hoạch và Đầu tư (2015)
- Giải thưởng Âm nhạc của Hội Nhạc sĩ Việt Nam...

## Đời tư
Phạm Tiến Dũng có con trai là Phạm Tiến Mạnh, con dâu là Nguyễn Phương Thanh và con gái là Hương Tràm là những ca sĩ ít nhiều đã thành danh trên con đường ca hát.